# Regina Dukai
Regina Dukai (ur. 5 sierpnia 1983 w Kapuvárze) – węgierska modelka i piosenkarka.
Regina grała i śpiewała już w szkole podstawowej. Uczęszczała też przez cztery lata do szkoły muzycznej, gdzie uczyła się gry na fortepianie. Choć jej marzeniem było bycie piosenkarką, swoją karierę rozpoczęła jako modelka. W 1999 r. zadebiutowała w węgierskiej TV2. W grudniu 2004 roku, wydała pierwszy album Csak szeress, zawierający dwa single Csak szeress vagy menj tovább i Befogom a szám. W 2008 roku Regina wydała singiel Érezd.

## Albumy
- Csak szeress (2004)

## Teledyski
- Csak szeress vagy menj tovább
- Befogom a szám
- Érezd